# Андрусяк, Николай Григорьевич
Никола́й Григо́рьевич Андруся́к (20.02.1902, Переволочная, Королевство Галиции и Лодомерии — 25.01.1985, Бостон, США) — украинский публицист, исследователь современной истории и, в частности, Галицко-Волынского княжества.

## Биография
Николай Григорьевич Андрусяк родился 20 февраля 1902 года в селе Переволочная, входившее тогда в Королевство Галиции и Лодомерии. Ныне это Бугский район Львовской области Украины.
В 1921 году закончил Львовскую академическую гимназию. Далее, в 1923 году, поступил на философский факультет Львовского университета, который закончил в 1928 году. В 1929 году стал членом Польского исторического общества, а несколько позже вступил в Научное общество имени Тараса Шевченко.
В 1931 году Н. Г. Андрусяк защитил докторскую диссертацию по теме «Иосиф Шумлянский — первый униатский епископ Львова. Его жизнь и деятельность». Руководителем диссертации стал профессор Станислав Закшевский.
В июле 1944 года Н. Г. Андрусяк переезжает в Прагу, а по окончании Второй мировой войны, в Германию. В 1946—1948 годах преподаёт в Украинском свободном университете Мюнхена. В 1949 году эмигрирует в Соединенные Штаты, где в различных учебных заведениях преподаёт историю России, а также русский, украинский, польский и немецкий языки.
С 1983 года, выйдя на пенсию, занимался историей событий на Украине в 1917—1921 годах, историей польско-украинских отношений, а также украинской историографией и геральдикой.
Умер 25 января 1985 года в Бостоне.

## Научный вклад
Николай Григорьевич Андрусяк является автором более 600 научных публикаций, написанных на польском, английском, немецком, французском и украинском языках. Они касаются вопросов исследований истории Галицко-Волынского княжества XIII—XIV вв., Гетманщины XVII—XVII вв., украинской церкви XVI—XVII вв., общественно-политических движений в Галичине XIX—XX вв., а также украинской истории XIX—XX вв..

### Некоторые публикации
- До питання про авторство Літопису Самовидця // ЗНТШ, 1928. — Т. 149
- До історії боротьби між П. Дорошенком та П. Суховієм в 1668—1690 рр. // ЗНТШ, 1929. — т. 150
- Józef Szumlański, pierwszy biskup unicki Lwowski (1667—1708). Zarys biograficzny, Lwów 1934
- Нариси з історії галицького москвофільства, Lwów 1935
- Мазепа і Правобережжя, Lwów 1938
- По окраїнних волостях (Довідки про минуле і згадки з мандрівки), Praga 1940
- Етапи в розвитку української нації. — Прага, 1941
- Історія України. Ч. 1, Praga 1941
- Тризуб, Monachium 1947
- Назва «Україна», Chicago 1951
- Політика Мазепи й Запоріжжя // Київ. — Філадельфія, 1959. — № 4,5
- Початки християнства в Україні // Укр.історик. — 1979. — № 1/4